# Terremoto de Recreo de 1892
El Terremoto de Recreo de 1892 fue un movimiento sísmico que ocurrió el 21 de marzo de 1892, a la 01:45 (hora local) hora universal, en la localidad de Recreo, provincia de Catamarca, Argentina. 
Tuvo su epicentro en las coordenadas geográficas 29°50′S 65°00′O / -29.833, -65.000
La magnitud estimada fue de 6,0 en la escala de Richter, a una profundidad de 30 km y de una intensidad de "grado VII"  en la escala de Mercalli.
Afectó seriamente las construcciones de la localidad de Recreo, en la provincia de Catamarca. Hubo algunas víctimas fatales.